# Lawrence Douglas
Lawrence R. Douglas (* 1959) ist ein US-amerikanischer Rechtswissenschaftler und Professor of Law, Jurisprudence and Social Thought am Amherst College.

## Leben
Seine Ausbildung absolvierte er an der Brown University, der Columbia University und der Yale Law School. Seit 2005 lehrt er am Amherst College in Massachusetts. Er ist Mitglied im Aufsichtsrat des Iranischen Menschenrechts-Dokumentationszentrums.
Der Hauptschwerpunkt seiner wissenschaftlichen Arbeit ist die didaktische Wirkung von Prozessen gegen Kriegsverbrecher. Hierzu hat Douglas zahlreiche Artikel veröffentlicht und Referate auf Kongressen und Konferenzen gehalten wie z. B. zur Bedeutung der Nürnberger Prozesse.
Zusammen mit seinem Kollegen Alexander George hat Douglas auch humoristische Literatur verfasst. Er schreibt außerdem für den britischen Guardian und für Harper’s Magazine.
2020 erschien Späte Korrektur. Die Prozesse gegen John Demjanjuk, in dem er analysiert, wie Juristen mit der NS-Zeit umgegangen sind.

## Werke

### Sachbücher
- The Memory of Judgment, 2001, ISBN 978-0-300-10984-9
- Späte Korrektur. Die Prozesse gegen John Demjanjuk, aus dem Englischen von Felix Kurz, Wallstein Verlag, Göttingen 2020, ISBN 978-3-8353-3595-0.

zusammen mit Austin Sarat und Martha Umphrey:
- Lives in the Law, University of Michigan Press, 2002
- The Place of Law, University of Michigan Press, 2003
- Law's Madness, University of Michigan Press, 2003
- Law on the Screen, Stanford University Press, 2005
- The Limits of Law, Stanford University Press, 2005
- How Law Knows, Stanford University Press, 2006
- Law and the Sacred, Stanford University Press, 2006

### Belletristik
- The Catastrophist, 2006, ISBN 978-0-15-603177-6